# Drohende Wolken am Firmament
Drohende Wolken am Firmament ist ein deutsches Stummfilmmelodram aus dem Jahre 1918 mit Fern Andra in der Hauptrolle.

## Handlung
Der Arzt Alfred geht mit seinem Freund Hans eine skurrile Wette ein: Er behauptet, dass er einen Einbruch begehen könne, ohne dabei erwischt zu werden. Tatsächlich kommt Alfred seinem Häscher davon, verliert aber bei seinem Bruch seine Brieftasche. Hans findet sie und benutzt diesen Beweis dafür, um nun Alfreds Frau Fern für seine wenig ehrenhaften Wünsche gefügig zu machen. Alfred hört ein Gespräch der beiden mit und glaubt nun, dass Fern ihm womöglich fremdgehen würde.
Die dramatische Entwicklung in Ferns und Alfreds Ehekrise findet erst dann ihre Erlösung, als beider Kind in höchste Not gerät. Durch Alfreds Operation wird das Kind gerettet, und das Ehepaar versöhnt sich.

## Produktionsnotizen
Drohende Wolken am Firmament entstand in der ersten Jahreshälfte 1918 im Fern Andra-Filmatelier in Berlins Chausseestraße 42. Der vieraktige Film war 1170 Meter lang, passierte die Zensur im Juli 1918 und wurde im darauffolgenden Monat im Berliner U.T. Nollendorfplatz uraufgeführt. In Österreich lief Drohende Wolken am Firmament am 13. September 1918 an. Die dort gezeigte Fassung war mit etwa 1700 Metern deutlich länger als die deutsche Originalversion.

## Kritik
In Paimann’s Filmlisten ist zu lesen: „Stoff und Photos recht gut. Szenerie sehr gut. Spiel ausgezeichnet.“